# Andrea Brognara
Andrea Brognara (né le 26 mai 1971 à Isola della Scala, dans la province de Vérone, en Vénétie) est un coureur cycliste italien des années 90 et 2000, membre entre autres de l'équipe Alessio.

## Biographie
Né en 1971 à Isola della Scala, en Vénétie, Andrea Brognara entame sa carrière professionnelle en 1996 au sein de la formation Gewiss-Playbus. Il prend sa retraite à la fin de la saison 2003 sans avoir jamais décroché le moindre succès professionnel.

## Palmarès
- 1991
  - Trophée Visentini
  - Gran Premio Val Leogra

## Résultats sur les grands tours

### Tour de France
2 participations
- 1997 : abandon 11e étape
- 2002 : 119e

### Tour d'Italie
5 participations
- 1996 : 93e
- 1997 : abandon
- 1998 : 86e
- 1999 : 110e
- 2001 : 131e

### Tour d'Espagne
3 participations
- 1996 : 110e
- 2003 : abandon
- 2002 : abandon